# 条谷有香
条谷 有香（じょうたに ゆか、1998年5月20日 - ）は、NHKのアナウンサー。

## 人物・来歴
千葉県船橋市出身。
慶應義塾大学法学部を卒業後、2021年4月、NHKに入局。初任地は、山口放送局。2025年4月に松山放送局に異動。

## 嗜好・挿話
- 趣味と特技は、愛犬との散歩、車の運転、大相撲を観ること、バレエ[注釈 1]。

## 現在の担当番組
- ひめDON!（キャスター：2025年4月 - ）[1]
- 四国らしんばん（キャスター：2025年4月 - ）[1]
- ひめポン!（渡辺健太のキャスター代行）
- ひめポン!845（不定期）
- ひめポン!645（不定期）
- おはよう四国（不定期・平日）
- 愛媛県・四国地方のニュース

## 過去の出演番組

### 山口放送局時代（2021年度 - 2024年度）
- どーも、NHK（2021年6月13日・新人お披露目）
- あさイチ（2023年1月19日） - リポーター
- 情報維新!やまぐち（キャスター：2023年4月3日 - 2025年3月21日） [注釈 2]
- 情報維新!やまぐち845・645（不定期）
- 山口県のニュース・中継・リポート
- おはようひろしま（NHKニュースおはようちゅうごく）キャスター（2023年5月22日 - 5月26日、7月31日 - 8月4日）
  - 広島県・中国地方のニュース・気象情報（広島放送局への応援）
- ラグビーワールドカップ2023（総合・BS4K・NHKプラス）
  - 3位決定戦「アルゼンチン」対「イングランド」（2023年10月28日） - スタジオ進行（竹林宏アナとともに・解説：廣瀬俊朗）
  - ウィークリーハイライト（2023年10月29日） - スタジオ進行（竹林宏アナとともに、解説：廣瀬俊朗、ゲスト：松田力也・具智元）
- Yスペ!
  - おたよりさんぽスペシャル 知られざる世界へようこそ（2024年1月26日）
  - レノファ山口 密着!クラブ運営の舞台裏（2024年2月16日） - 語り
  - おたよりさんぽスペシャル 届けたい 伝えたい!（2024年3月8日）
- 令和6年能登半島地震の災害報道対応による金沢放送局への応援派遣
  - 正午のニュース、能登半島地震 ライフライン情報（2024年2月15日：全国放送） - 金沢市から中継リポート
  - 能登半島地震 ライフライン情報（2024年2月16日：全国放送） - 七尾市から中継リポート
  - 能登半島地震 ライフライン情報（2024年2月17日：全国放送） - 珠洲市から中継リポート
- コネクト
  - ドキュメント「山口&鳥取」（2024年3月1日） - 語り（山口編のみ）
- 首都圏ネットワーク（2024年8月13日 - 16日） - 寺門亜衣子アナ・宮﨑あずさアナの代理キャスター

- 第105回全国高等学校野球選手権記念大会（2023年8月6日・8日・10日・11日） - アルプススタンドリポート[注釈 3]

### 松山放送局時代（2025年度 - ）
- 第107回全国高等学校野球選手権大会 愛媛大会 準決勝テレビ実況 （2025年7月27日・松山商×小松）